# Nagyatád
Nagyatád – miasto w południowo-zachodniej części Węgier, w komitacie Somogy, siedziba władz powiatu Nagyatád.

## Miasta partnerskie
- Križevci
- Nußloch
- Târgu Secuiesc
- San Vito al Tagliamento